# 패럿 OS
패럿 OS(Parrot OS)는 보안, 프라이버시, 개발에 초점을 둔 데비안 기반 리눅스 배포판이다.

## 핵심
패럿은 리눅스 5.10 커널의 데비안의 테스팅 브랜치에 기반을 둔다. 롤링 릴리스 개발 모델을 따른다.
데스크톱 환경은 마테(MATE)이며 기본 디스플레이 매니저는 LightDM이다.
최소 256MB의 RAM이 필요하며 32비트 및 64비트 프로세서 아키텍처에 적합하다. 이 프로젝트는 ARMv7 아키텍처에서도 구동이 가능하다.

## 같이 보기
- 블랙아치
- 데부안
- 칼리 리눅스
- 보안 중심 운영체제
- 테일즈 (운영 체제)
- Whonix
- 인터넷 프라이버시
- 시그널 (소프트웨어)